# 張徳江
張 徳江（ちょう とっこう、簡体字：张 德江、繁体字：張 德江、英語：Zhang Dejiang、1946年11月4日 - ）は、中華人民共和国の政治家。第9代全国人民代表大会常務委員長、第18期中国共産党中央政治局常務委員、第11期国務院副総理を務めた。漢族である。

## 経歴
1946年11月4日に遼寧省台安県にて、中国砲戦の開拓者である張志毅の息子として誕生する。文化大革命初期の1968年11月より吉林省汪清県の人民公社で知識青年として労働に従事した。1970年10月に吉林省汪清県革命委員会宣伝組幹事・機関共青団支部書記となる。1971年1月に中国共産党に入党した。1972年5月より延辺大学朝鮮語学部朝鮮語専攻で学び、1975年1月から延辺大学朝鮮語系党総支部副書記、大学党委員会常務委員、校革命委員会副主任を歴任。1978年8月から2年間、朝鮮民主主義人民共和国（北朝鮮）の金日成総合大学経済学部に留学し、留学生党支部書記を担当する。1980年8月に帰国し、延辺大学党委常務委員・副校長を務める。1983年3月、政界に入り、吉林省延辺朝鮮族自治州党委常務委員兼延吉市党委副書記に就任。1985年4月、延辺朝鮮族自治州党委副書記に昇進。
1986年8月、中央に移り、民政部副部長（次官）に就任。1988年3月、第7期全国人民代表大会代表（議員）に選出される。1990年3月、当時の党中央委員会総書記であった江沢民の就任後初の外遊となった北朝鮮訪問に随行し、これをきっかけに江沢民の知己を得て、引き立てられていく。10月、吉林省党委副書記兼延辺朝鮮族自治州党委書記に就任。1992年10月、第14回党大会で党中央候補委員に選出される。1993年3月、第7期全人代の任期満了に伴い、全人代代表を退任。1995年6月、吉林省党委書記に昇格。1997年9月、第15回党大会で党中央委員に選出される。1998年1月、吉林省人民代表大会常務委員会主任を兼務。同年3月、第9期全人代代表に選出され、以後、第10期・第11期と再選される。8月、浙江省党委書記に転任し、吉林省人代常務委員会主任を退く。
2002年11月、第16回党大会で党中央委員に再選された張は、11月15日の第16期党中央委員会第1回全体会議（第16期1中全会）で党中央政治局委員に選出される。11月21日、浙江省党委書記を退任。11月24日、広東省党委書記に任命される。広東省党委書記在任中は、省のトップである党委書記の張が江沢民派、ナンバー2の省長が胡錦濤派ということでその動向が注目された。省党委書記就任まもない翌2003年、新型肺炎SARSが同省でも発生し、その初期対応の遅れを指摘されたが、責任を問われなかった。2005年9月には広州市番禺・太石村で起こった民主化運動を武力弾圧し、12月には広東省汕尾市で不当な土地収用に抗議する農民たちに武装警察が発砲するなど、張の施政には強権的な面があった。一方で、同省の急激な経済成長を実現している。2006年1月に北朝鮮の最高指導者である金正日が同省広州市を視察した際には「朝鮮通」として随行している。なお、広州市の企業視察には前同省党委書記で張と同じ江沢民派の李長春も同行した。
2007年10月の第17期1中全会で党中央政治局委員に再選された張は、翌年3月17日、第11期全人代第1回会議において国務院副総理に任命され、工業、交通、人力資源、社会保障、企業改革、安全生産などを担当した。2011年7月、浙江省温州で発生した高速鉄道事故の処理を交通部門の最高責任者として担当した。しかし、その処理の方法については批判が上がった。
2012年3月15日、王立軍事件によって重慶市党委書記の薄熙来が解任されると、張は党中央の決定により副総理在職のまま重慶市党委書記の兼任を命ぜられ、重慶市の混乱収拾に当たることとなった。6月18日、重慶市党委員会代表大会において張は市党委書記として活動報告を行い、失脚した薄熙来が絡む一連の事件を批判し、胡錦濤指導部への忠誠を求め、司法の透明性向上や職権濫用、拷問や自白強要の防止を訴えた。これは薄が展開した、犯罪組織に対する法律を無視した撲滅キャンペーンである「打黒」を意識した発言であり、薄の業績を批判することで、薄の「独立王国」と化していた重慶市からその影響力を完全に払拭する狙いがあった。6月22日、市党委代表大会で正式に市党委書記に選出された。11月8日、第18回党大会開催中の北京で記者会見に臨んだ張は、薄が推し進めた改革方式である「重慶モデル」について、「もともと重慶モデルなどというものは存在しない」と批判した。11月15日、第18期1中全会において習近平指導部が発足し、張は党中央政治局常務委員に選出された。11月20日、重慶市党委書記を退任。
2013年3月14日、第12期全国人民代表大会第1回会議において全人代常務委員長に選出された。

## 家庭
- 張志毅（中国語版） - 父親。中国人民解放軍少将。
- 辛樹森 - 妻。東北財経大学卒業、中国建設銀行元副頭取。

## 外部サイト
- 新華社による履歴（人民網日本語版）

| 先代呉邦国 | 全国人民代表大会常務委員長第9代：2013年3月14日 - 2018年3月17日 | 次代栗戦書 |

| 先代薄熙来 | 中国共産党重慶市委員会書記2012年3月15日 - 2012年11月20日 | 次代孫政才 |

| 先代李長春 | 中国共産党広東省委員会書記2002年12月24日 - 2007年12月1日 | 次代汪洋 |

| 先代李沢民 | 中国共産党浙江省委員会書記1998年9月16日 - 2002年12月24日 | 次代習近平 |

| 先代何竹康 | 中国共産党吉林省委員会書記1995年6月6日 - 1998年9月16日 | 次代王雲坤 |